# Parvoscincus
Parvoscincus is een geslacht van hagedissen uit de familie skinken (Scincidae).

## Naam en indeling
De groep werd voor het eerst wetenschappelijk beschreven door Walter Creighton Brown en Angel Chua Alcala in 1894. Er zijn 24 soorten, veel soorten werden in het verleden tot de geslachten Lygosoma, Tropidophorus en Sphenomorphus gerekend.
Lange tijd werd het geslacht vertegenwoordigd door twee soorten, maar recentelijk zijn er veel soorten wetenschappelijk beschreven die aan dit geslacht worden toegekend, zoals zeven soorten die in 2013 werden beschreven en drie soorten zijn pas sinds 2014 bekend.

## Verspreiding en habitat
Alle soorten komen voor in delen van Azië en leven endemisch in de Filipijnen. De meeste soorten komen alleen voor op het eiland Luzon.
Door de internationale natuurbeschermingsorganisatie IUCN is aan twee soorten een beschermingsstatus toegewezen.

## Soorten
Het geslacht omvat de volgende soorten, met de auteur en het verspreidingsgebied.
| Naam                         | Auteur                                                        | Verspreidingsgebied   |
| ---------------------------- | ------------------------------------------------------------- | --------------------- |
| Parvoscincus abstrusus       | Linkem & Brown, 2013                                          | Filipijnen (Luzon)    |
| Parvoscincus agtorum         | Linkem & Brown, 2013                                          | Filipijnen (Luzon)    |
| Parvoscincus arvindiesmosi   | Linkem & Brown, 2013                                          | Filipijnen (Luzon)    |
| Parvoscincus aurorus         | Linkem & Brown, 2013                                          | Filipijnen (Luzon)    |
| Parvoscincus banahaoensis    | Linkem & Brown, 2013                                          | Filipijnen (Luzon)    |
| Parvoscincus beyeri          | Taylor, 1922                                                  | Filipijnen (Luzon)    |
| Parvoscincus boyingi         | Brown, Linkem, Diesmos, Balete, Duya & Ferner, 2010           | Filipijnen (Luzon)    |
| Parvoscincus decipiens       | Boulenger, 1894                                               | Filipijnen (Luzon)    |
| Parvoscincus duwendorum      | Siler, Linkem, Cobb, Watters, Cummings, Diesmos & Brown, 2014 | Filipijnen (Luzon)    |
| Parvoscincus hadros          | Brown, Linkem, Diesmos, Balete, Duya & Ferner, 2010           | Filipijnen (Luzon)    |
| Parvoscincus igorotorum      | Brown, Linkem, Diesmos, Balete, Duya & Ferner, 2010           | Filipijnen (Luzon)    |
| Parvoscincus jimmymcguirei   | Linkem & Brown, 2013                                          | Filipijnen (Luzon)    |
| Parvoscincus kitangladensis  | Brown, 1995                                                   | Filipijnen (Mindanao) |
| Parvoscincus laterimaculatus | Brown & Alcala, 1980                                          | Filipijnen (Luzon)    |
| Parvoscincus lawtoni         | [[[Walter Creighton Brown\|Brown]] & Alcala, 1980             | Filipijnen (Luzon)    |
| Parvoscincus leucospilos     | Peters, 1872                                                  | Filipijnen (Luzon)    |
| Parvoscincus luzonense       | Boulenger, 1894                                               | Filipijnen (Luzon)    |
| Parvoscincus manananggalae   | Siler, Linkem, Cobb, Watters, Cummings, Diesmos & Brown, 2014 | Filipijnen (Luzon)    |
| Parvoscincus palaliensis     | Linkem & Brown, 2013                                          | Filipijnen (Luzon)    |
| Parvoscincus palawanensis    | Brown & Alcala, 1961                                          | Filipijnen (Palawan)  |
| Parvoscincus sisoni          | Ferner, Brown & Greer, 1997                                   | Filipijnen (Panay)    |
| Parvoscincus steerei         | Stejneger, 1908                                               | Filipijnen            |
| Parvoscincus tagapayo        | Brown, McGuire, Ferner & Alcala, 1999                         | Filipijnen (Luzon)    |
| Parvoscincus tikbalangi      | Siler, Linkem, Cobb, Watters, Cummings, Diesmos & Brown, 2014 | Filipijnen (Luzon)    |